# Orthocladius nagaokensis
Orthocladius nagaokensis är en tvåvingeart som beskrevs av Tokunaga 1964. Orthocladius nagaokensis ingår i släktet Orthocladius och familjen fjädermyggor. Inga underarter finns listade i Catalogue of Life.